# 采特利茨
采特利茨（德語：Zettlitz）是德国萨克森州的市镇，隶属于中萨克森县。总面积为15.68平方千米，截至2023年12月31日总人口为666人。